# Цюрнер, Альберт
Альберт Цюрнер (нем. Albert Zürner; 30 января 1890, Гамбург — 18 июля 1920, Гамбург) — немецкий прыгун в воду, чемпион летних Олимпийских игр 1908 года и серебряный призёр Игр 1912 года.
На Играх 1908 года Цюрнер участвовал только в прыжках с трамплина и занял в этом виде соревнований первое место.
На Играх 1912 года Цюренр соревновался в трёх дисциплинах. Он стал вторым в прыжках с вышки, четвёртым в трамплине и остановился на первом раунде в простых прыжках с вышки.
18 июля 1920 года, ровно через 12 лет после своей олимпийской победы, Цюрнер погиб в Бремене в результате несчастного случая во время тренировки.
В 1988 году включён в Зал славы мирового плавания.